# 南郷茂男
南郷 茂男（なんごう しげお、1917年（大正6年）2月26日 - 1944年（昭和19年）1月23日）は、日本の陸軍軍人。最終階級は陸軍中佐。太平洋戦争のエース・パイロット。

## 経歴
1917年2月26日東京で海軍軍人の父南郷次郎（最終階級海軍少将）の三男として生まれる。祖父に元老院議官で海軍省高官の南郷茂光がいる。兄に支那事変で戦死して軍神と讃えられたエースパイロットの南郷茂章海軍少佐がいる。茂男は小柄な兄・茂章と対照的に堂々たる体躯の長身の持ち主であった。学習院中等部を経て、1935年（昭和10年）4月、陸軍士官学校予科入校。1938年12月22日卒業。1937年（昭和12年）10月1日陸軍航空士官学校（陸軍航空士官学校分校）に51期生として入校する。1938年7月、南昌上空の空戦において兄・茂章が戦死。1939年（昭和14年）4月27日分科戦闘として卒業。陸軍航空兵少尉任官。明野陸軍飛行学校乙種学生。戦技教育を受ける。
1939年8月、飛行第33戦隊附。同隊はノモンハン事件に従軍中であったが、末期にあったため南郷に実戦参加の機会は無かった。1940年（昭和15年）4月、陸軍航空兵中尉に昇進。1940年11月、明野飛校甲種学生拝命。中隊長教育を受ける。1941年（昭和16年）4月、航士校教官に就任。
1941年12月太平洋戦争が開戦。1942年（昭和17年）1月、任飛行第59戦隊第2中隊長。陸軍大尉任官。3月2日、蘭印作戦の為ジャワに進出していた同戦隊に着任する。同方面において第59戦隊は錬成を行いつつ、防空任務に従事していた。1943年（昭和18年）6月、ダーウィン攻撃に参加する。
1943年7月に第59戦隊は東部ニューギニアのブーツ基地に進出。この頃、中隊編制に代わり飛行隊編制が採用されつつあった戦闘戦隊において、南郷は最先任将校として飛行隊長を拝命、時には戦隊長代理として部隊を率いていた。第59戦隊は一式戦「隼」II型を使用し、アメリカ軍の戦闘機（P-40・P-39・P-38・P-47）や大型爆撃機（B-24）の迎撃に従事した。南郷は疲弊した他戦隊も率いて孤軍奮闘して「ニューギニアは南郷でもつ」と謳われた。南郷は南方戦線の消耗戦の状況を理解しており「僕がいる限り、ラボールあたりで陸軍の航空を壊滅させる事は無いよ」と語っていたという。
1944年（昭和19年）1月23日、同地の迎撃戦において戦死、陸軍中佐に二階級特進。同年4月、第4航空軍司令官名の個人感状が贈られた。総撃墜数15機。墓所は染井霊園。
黒江保彦少佐は南郷を「まさに快男子、竹を割ったような性格というのは、この人のためにある言葉かと思えるほどの、惚れ惚れする好漢であった。型破りの颯爽とした長身で、いつも男性的な野性味を発散させていた。その明朗、括淡たる風格、そして豪勇にして、てらわず、ぶらず、これほど衆望を集め上下同僚に愛された人物は、また稀有であった」と語っている。

## 親族
- 祖父 南郷茂光（加賀藩士、貴族院議員、元老院議官）
- 父 南郷次郎（海軍少将、第2代講道館長）
- 長兄 南郷茂章（軍神、エース・パイロット、海軍少佐、戦死）
- 次兄 南郷茂重（農林省官僚）
- 叔父 南郷三郎・九里四郎（洋画家）